# Baden bei Wien

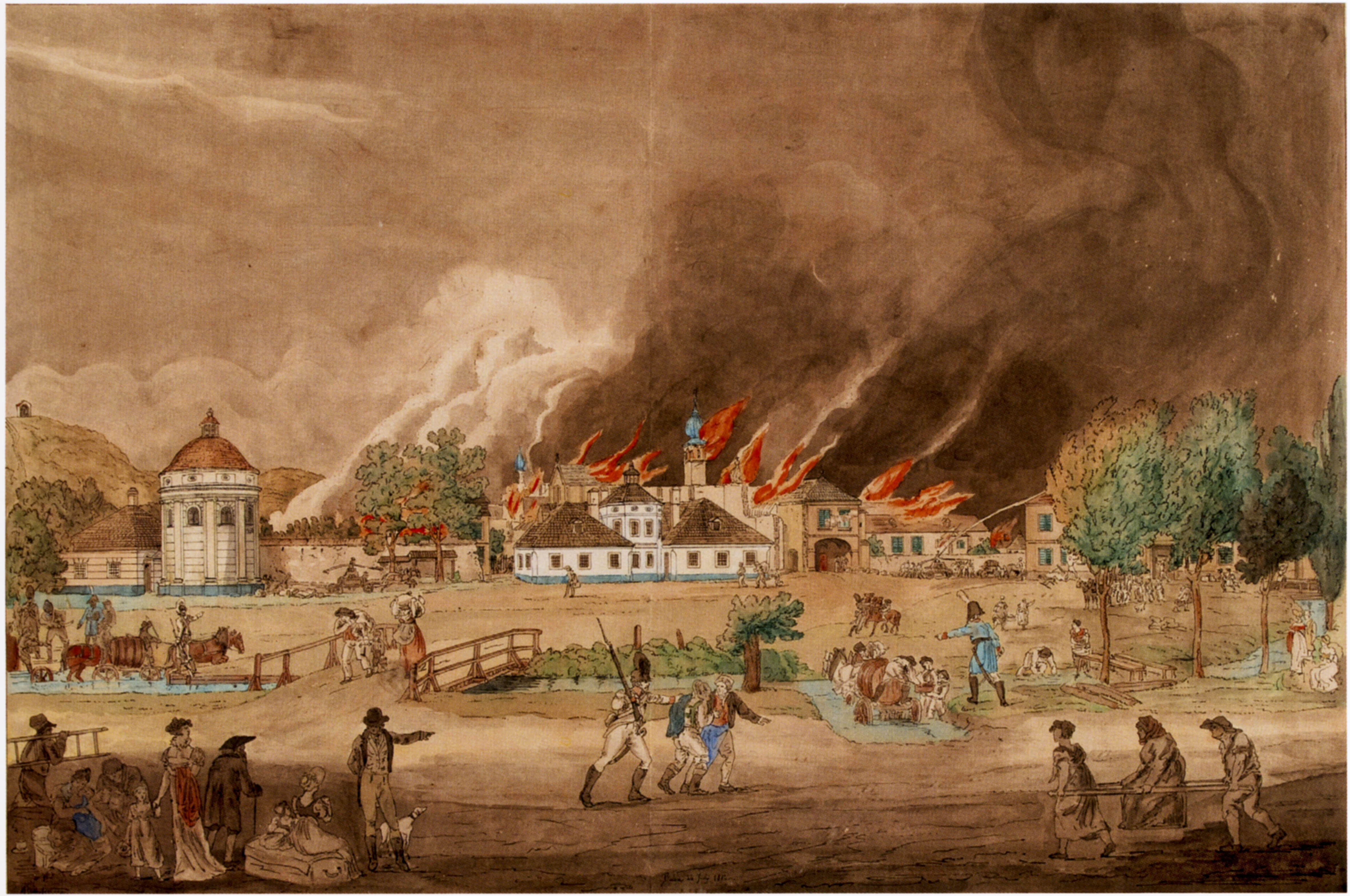
1812. július 26-i tűzvész ábrázolása

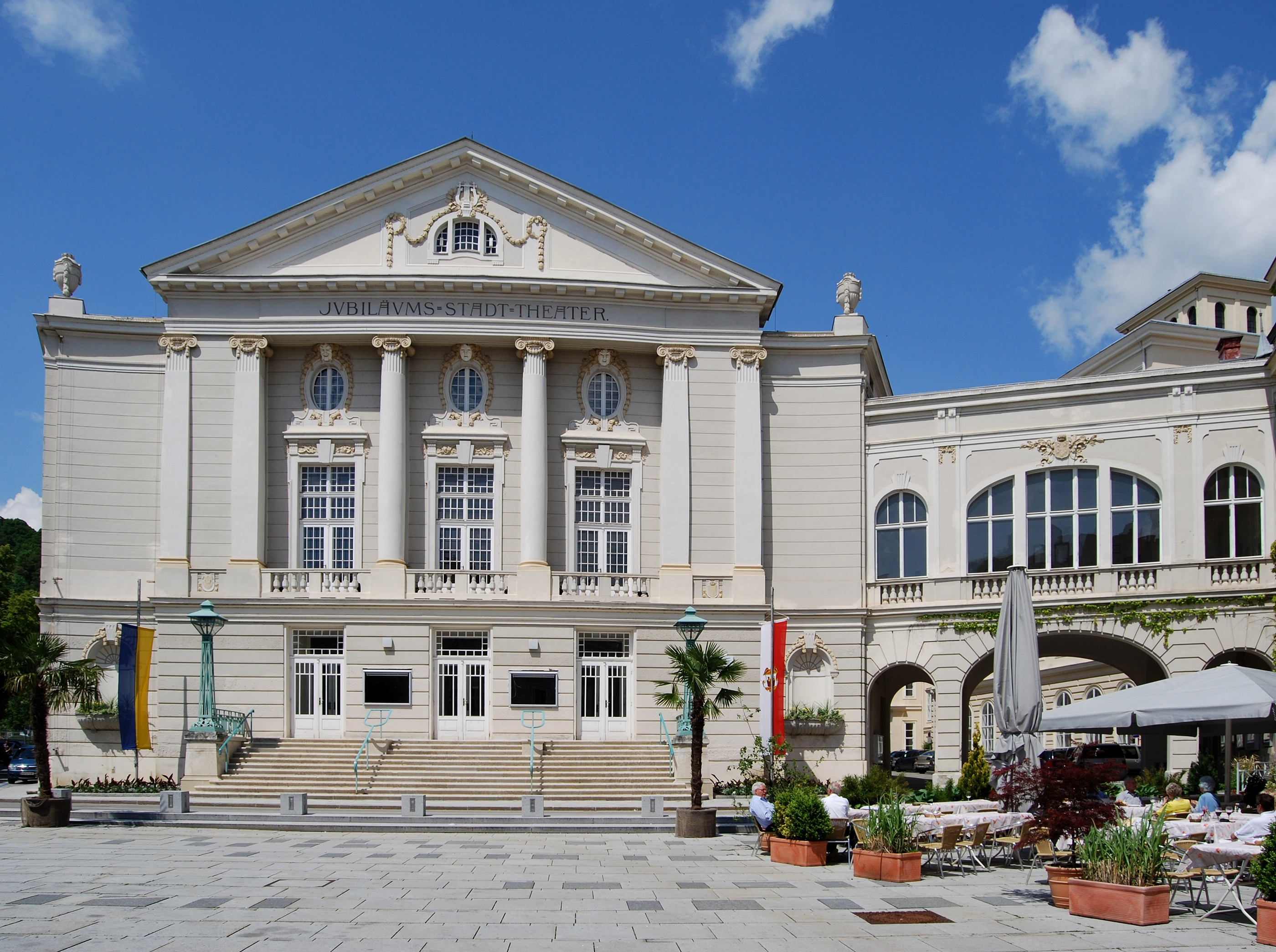
Városi Színház épülete

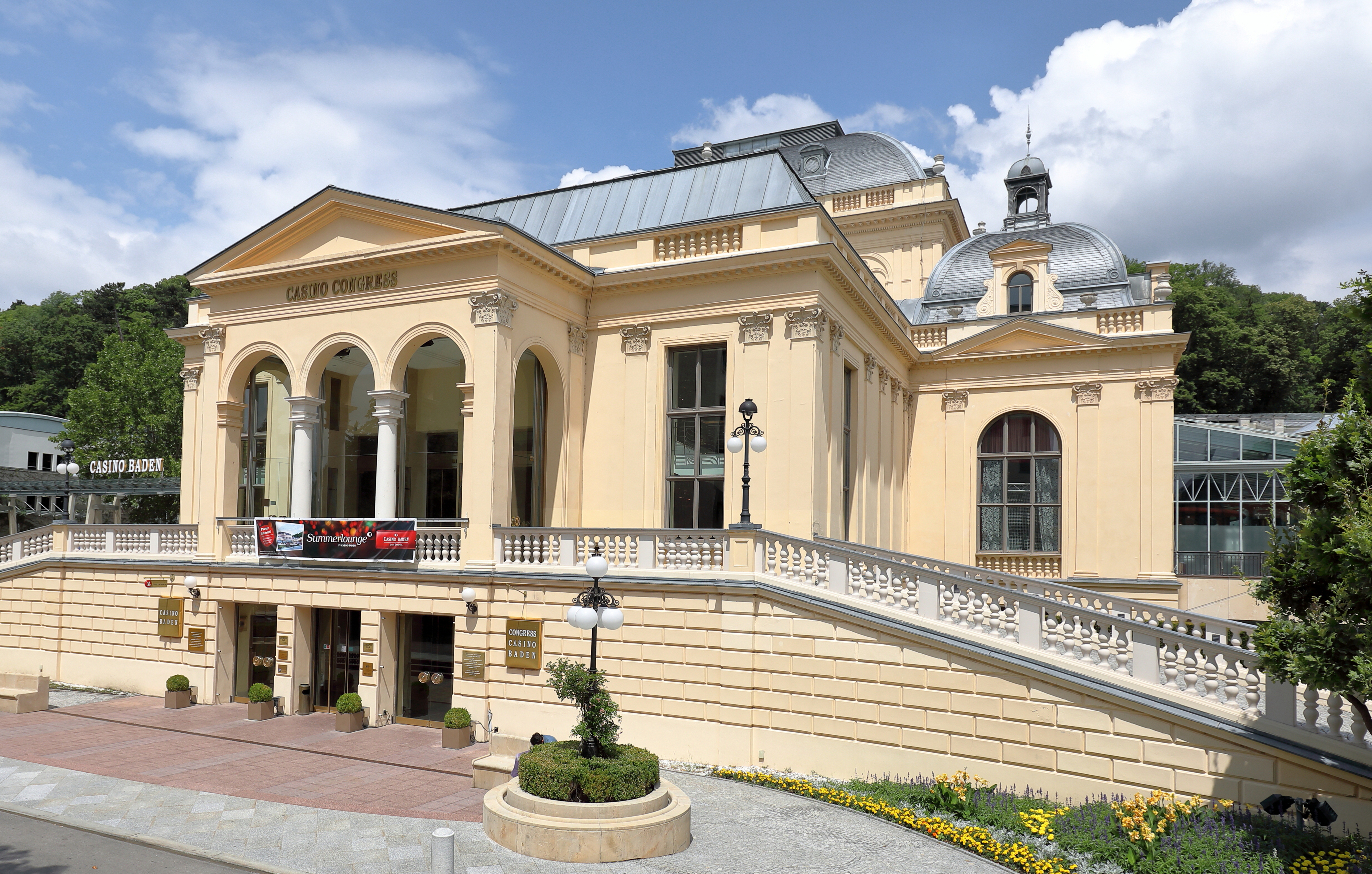
A Casino Baden épülete

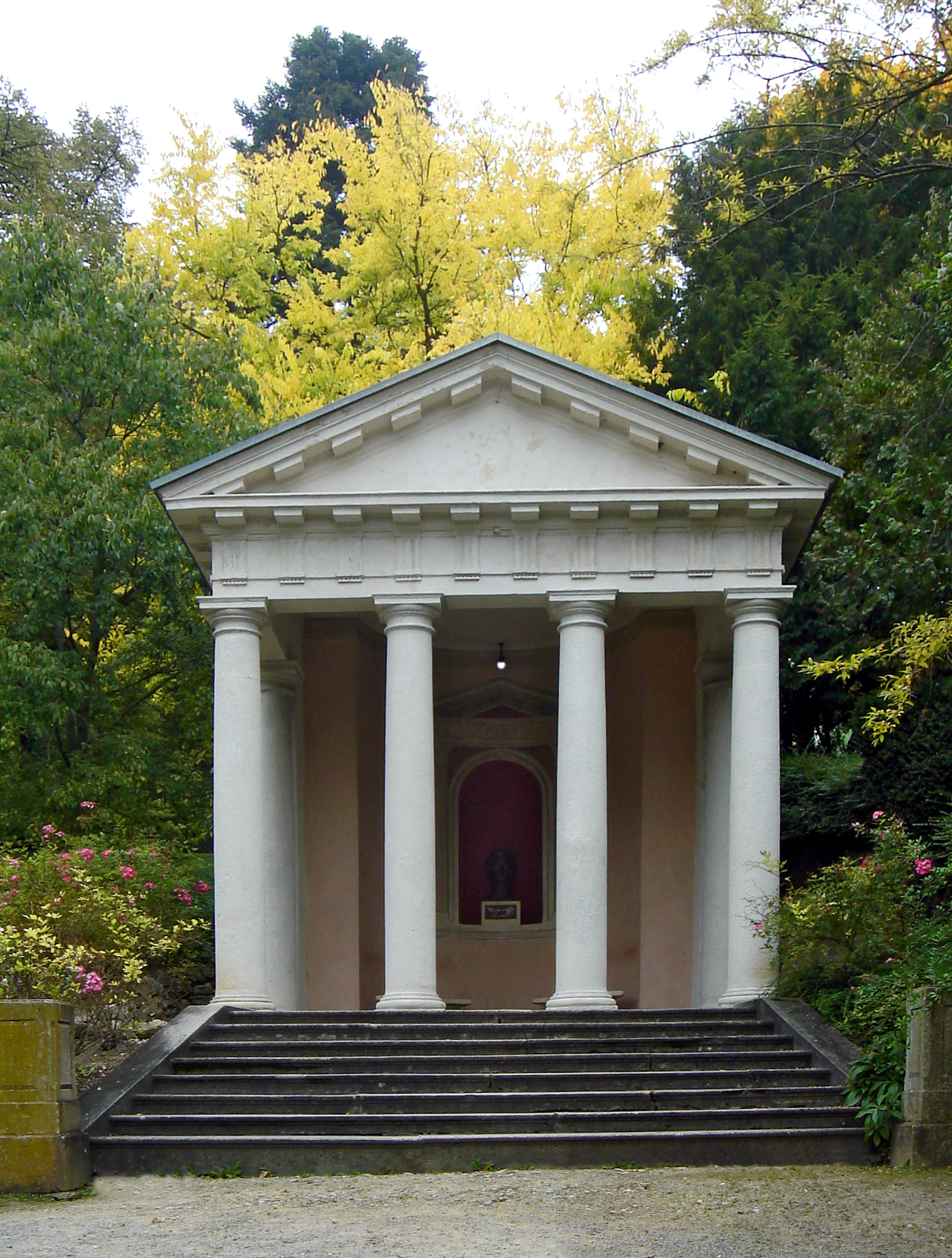
Mozart-szentély a Kurparkban

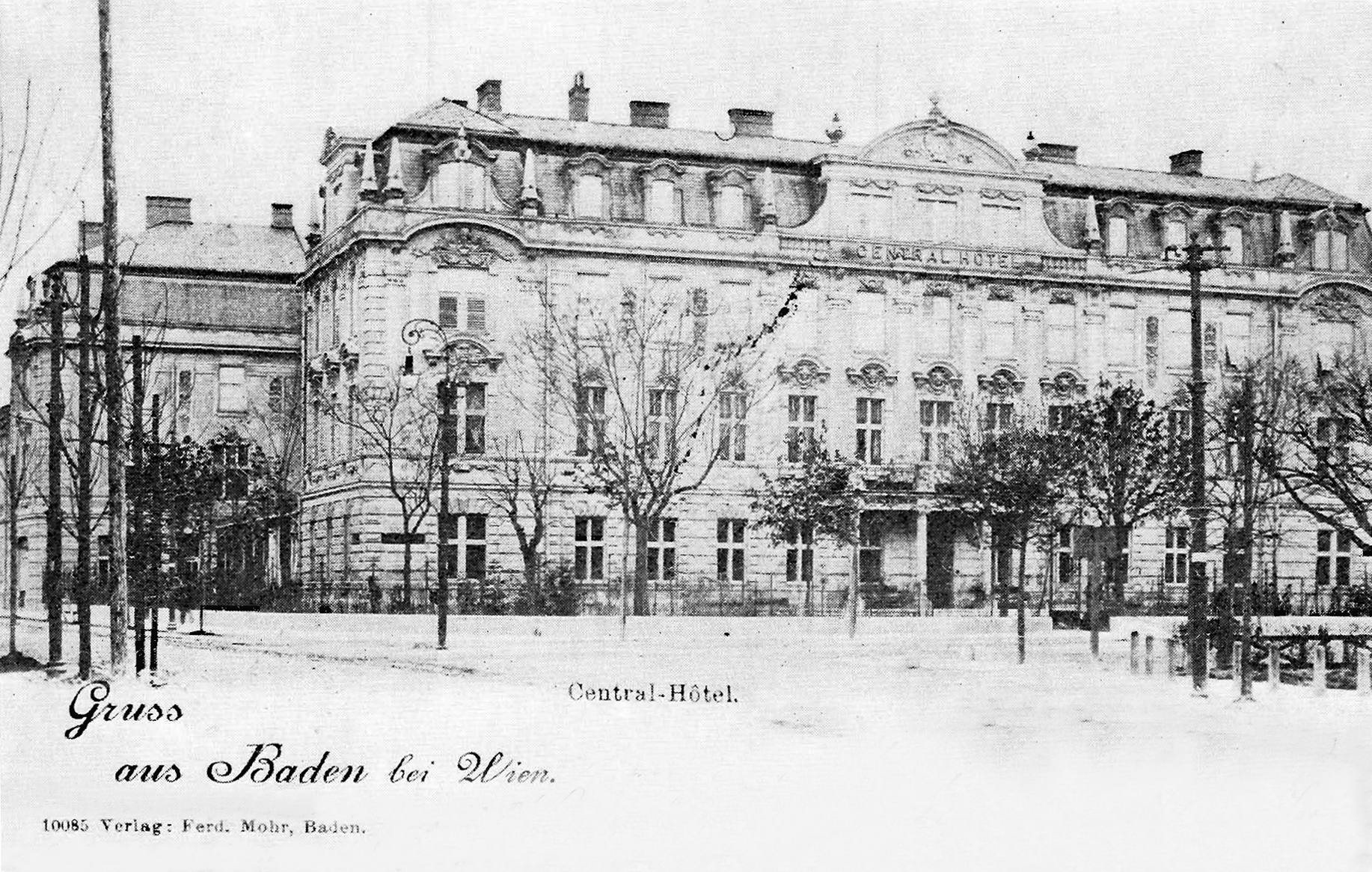
Central Hotel egykori épülete

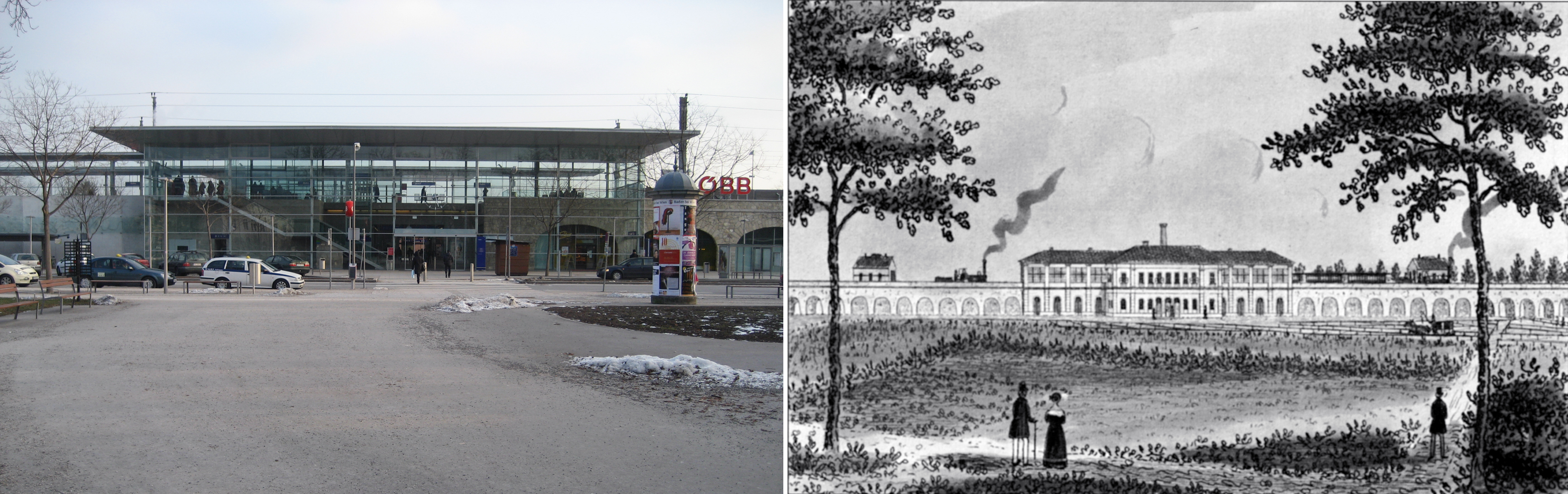
Osztrák Déli vasút mai és egykori állomás épülete

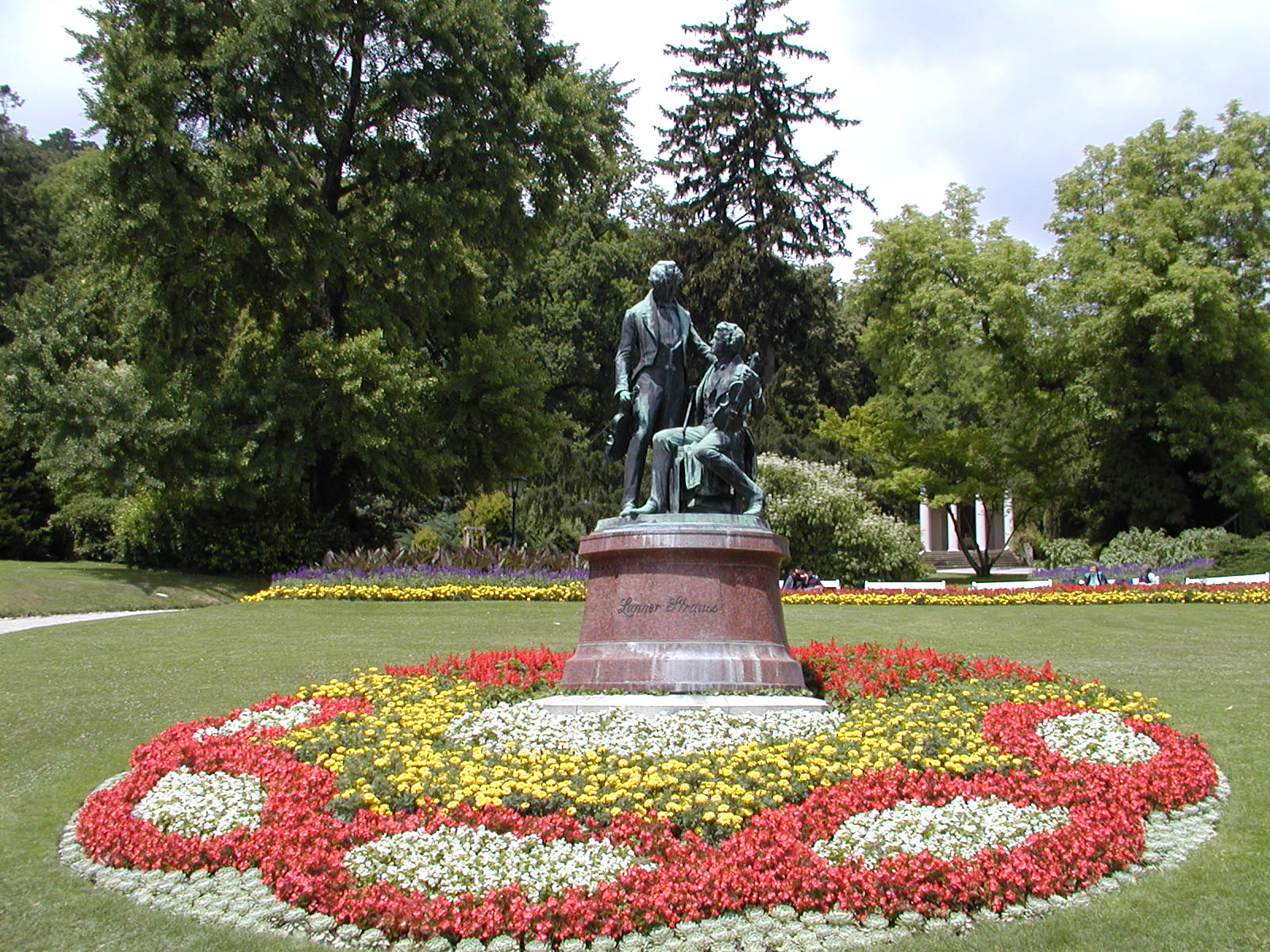
Josef Lanner és Johann Strauss emlékműve a Kurparkban

Baden bei Wien osztrák város, Alsó-Ausztria Badeni járásának székhelye. 2022 januárjában 25 783 lakója volt. Baden Bécs déli előkelő elővárosa és a kaszinójáról, gyógyvizéről ismert. Badent gyakran nevezik még Biedermeier városnak (németül Biedermeierstadt) is. 2021 óta az Európa nagy fürdővárosai világörökségi helyszín része.

## Elhelyezkedése

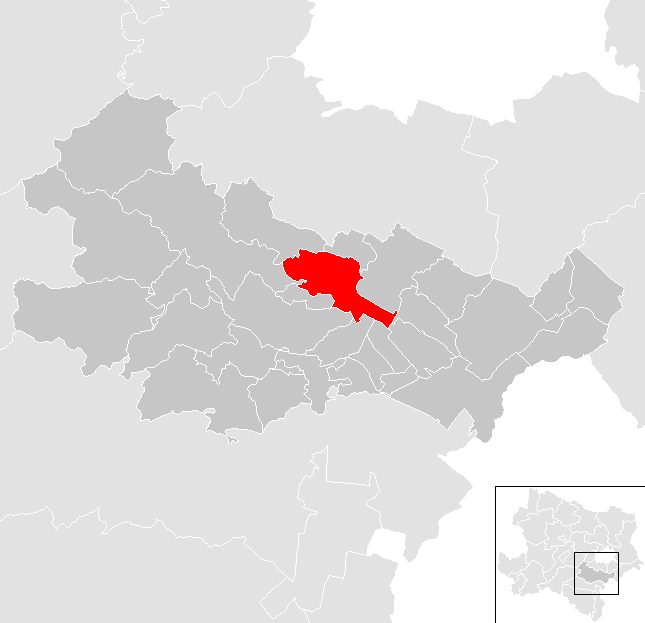
Baden bei Wien a Badeni járásban

Baden bei Wien a tartomány Industrieviertel régiójában fekszik, a Bécsi-medence délnyugati peremén, a Schwechat folyó mentén. Területének 28,5%-a erdő, 21,3% áll mezőgazdasági művelés alatt. Az önkormányzathoz egyetlen település (Baden) tartozik, részei Haidhof-Siedlung, Haidhofteich, Lorenzteich és Kiebitzmühle.
A város Bécstől 26 km-re délre fekszik a B210 és B212-es főutak mentén. A várostól keletre halad el az A2-es autópálya. A várost érinti az Osztrák Déli Vasút, valamint a Baden – Bécsi Opera között közlekedő elővárosi vasút, a Wiener Lokalbahn.
A környező önkormányzatok: északra Pfaffstätten, északkeletre Traiskirchen, keletre Oberwaltersdorf és Tattendorf, délkeletre Teesdorf, délre Sooß, Bad Vöslau és Kottingbrunn, nyugatra Alland, északnyugatra Heiligenkreuz.

## Története
Melegvizű, kénes forrásait már a rómaiak is felfedezték. A Claudius római császár idején (Kr. u. 41–54) itt alapított település az Aquae (magyarul: fürdők) nevet kapta, ami mutatja, hogy már akkor is jelentős szerepet töltött be a  gyógyfürdő. 869-ben a várost Padunként említik. A városi címet 1480-ban kapta. 1488-ban Aragóniai Beatrix magyar királyné ide érkezett, hogy meddőségét gyógyíttassa.
A törökök Bécs 1529-es, majd 1683-as ostroma során elpusztították a várost. 1713-ban a pestis, majd 1714-ben egy nagy tűzvész volt jelentős esemény a település életében.
I. Ferenc osztrák császár 1796–1834 között minden nyarat Badenben töltött és felépíttette nyári rezidenciáját. Az 1782-ben, II. József által kiadott türelmi rendelet a bécsi és alsó-ausztriai zsidókat is érintette, egyben elősegítette, hogy fontos gyógyüdülővé váljon. Nyaranta a felsőbb osztályok kedvelt üdülőhelye lett Baden, amit erősített az 1867-es, zsidóknak nyújtott egyenlő állampolgárság intézkedése is.
Az 1812-es nagy tűzvész után a várost átépítették. Az új biedermeier stílusnak megfelelően tette le névjegyét Joseph Kornhäusel tervező. 1842. május 5-én megnyílt az osztrák Déli vasút vasútvonal első szakasza, egyben a vasútállomás létesült a városban.
1850-ben  egyesült Leesdorf és Gutenbrunn településekkel, amit 1912-ben Weikersdorf községgel való összeolvadás követett.
1916-ban a Weilburg kastélyban kapott helyet a k. u. k. Hadseregfőparancsnokság. Ez a lépés viszont nehezítette a hadvezetés munkáját, lassította a hadműveleti intézkedéseket, és hamarosan bizonyos elszakadás jelei mutatkoztak a hadszíntéren harcoló hadsereg és felső vezetése között. A I. Károly osztrák császár által irányított hadseregfőparancsnokság 1918 novemberéig maradt itt.
Az 1926-os badeni egyezmény értelmében Magyarország a m. kir. honvédség iratanyagát visszakapta, de maradtak az ország területén közös alakulatoknak iratai, amelyek levéltári kezelésbe kerültek.
A Badeni Kaszinó (Casino Baden) 1934-es megnyitásával a legfontosabb fürdővárosa lett Ausztriának.
Az 1945. április 2-án végrehajtott bombázások során megsemmisült számos épület, így a Weilburg kastélynak is csak homlokzata maradt meg. 1945-től 1955-ig Baden a szovjet megszállási övezet, a KGB délkelet-európai főhadiszállása és a szovjet katonai azonnalítélő hadbíróság székhelye is volt Ausztriában. A megszállás idején a Vörös Hadsereg katonái fosztogattak, de történt nemi erőszak és gyilkosságok is. A Nikoladonivillában (Schimmergasse 17.) tartottak fogva foglyokat és deportáltak a Szovjetunióba. Tíz magyar volt abból a 104 emberből, akiket Ausztriában tartóztattak le és Moszkvában lőttek főbe az ország 1945–55 között tartó megszállása idején.
1965 után a teljes turisztikai infrastruktúra és a város megújult, visszanyerte régi rangját és az egyik legfontosabb gyógyfürdőhellyé vált Ausztriában.
A belváros utcáit sétálóutcákká alakították át.

## Népessége
A Baden bei Wien-i önkormányzat területén 2022 januárjában 25 783 fő élt. A lakosságszám 1951 óta gyarapodó tendenciát mutat. 2020-ban az ittlakók 82,4%-a volt osztrák állampolgár; a külföldiek közül 3,6% a régi (2004 előtti), 5,8% az új EU-tagállamokból érkezett. 4,4% az egykori Jugoszlávia (Szlovénia és Horvátország nélkül) vagy Törökország, 3,8% egyéb országok polgára volt. 2001-ben a lakosok 62,7%-a római katolikusnak, 8,3% evangélikusnak, 3,6% ortodoxnak, 4% mohamedánnak, 16,8% pedig felekezeten kívülinek vallotta magát. Ugyanekkor a legnagyobb nemzetiségi csoportokat a németek (85,2%) mellett a szerbek (3,1%), a horvátok (1,6%), a magyarok (1,5%) és a törökök (1,3%) alkották.
A népesség változása:
| Lakosok száma | 22 500 | 25 229 | 26 286 | 25 958 |
|               | 1961   | 2014   | 2018   | 2020   |

## Látnivalók
A város fejlődésének alapját a forró kénes források adták. A legrégebbi kénforrása a Casino épülete alatt található. Ma a vizet tizennégy forrás biztosítja, amelyek a legtöbb ként tartalmazzák Ausztriában. A termák mellett kedvezőek a település légköri viszonyai és tiszta levegője.
A városképet a biedermeier stílus uralja. A 19. század elejétől beindult gazdasági fejlődés mind a turizmusra épült. Baden 1994-től tagja az osztrák Történelmi Kisvárosok Szövetségének (Kleine historische Städte).
A badeni színházi élet jellemzői az operett-előadások. Télen az előadásra a városi színházban került sor (épült: 1908–1909-ben, tervező: ifj. Ferdinand Fellner és Fellner & Helmer iroda), a nyár folyamán pedig a Badner Arena 1906-ban emelt épületében (tervező: Rudolf Krausz).
A Városi Könyvtárat 1940–41-ben alapították. 1959-ben költözött mai helyére. Az Weikersdorf városrészben lévő fiókkönyvtár 1964-ben nyílt meg.
A város két jelentősebb parkkal rendelkezik. A Fürdő park (Kurpark) a belváros mellett található és 52 hektáros területén nyári koncerteket szoktak rendezni. A történeti kertet számtalan művész és hős szobra ékesíti, de van itt egy kút, egy templom és egy nosztalgikus park kávézó is. A kert néhány féltrópusi növénynek is otthont ad. A nála kisebb, nyolchektáros Doblhoffpark Baden egyik legkedveltebb területe, több mint 600 féle rózsával, több mint 30 ezer rózsafával 175 virágágyon. A rózsák júniusban és októberben virágzanak.
A sétálóutca és Fő tér érintésével a kaszinóig tartó területen minden évben karácsonyi vásárt rendeznek.

### Múzeumok
- Arnulf-Rainer-Museum
- Beethovenhaus
- Haus der Kunst (Művészetek háza)
- Kaiser-Franz-Josef-Museum (elsősorban néprajzi tárgyak és történeti kézműves termékek)
- Puppenmuseum (babamúzeum)
- Rollettmuseum

### Különleges építmények
- Badeni akvadukt: épült 1870–1872 között Bécs és környékének vízellátására.
- Scharfeneck várrom: a 15. századból
- Bürgerspital (középkori közkórház)
- Rauheneck várrom: 2,5 km-re nyugatra a városközponttól
- Rauhenstein várrom: Schwechattól északkeletre egy sziklaormon magasodó 12. századi várrom.
- Kaiserhaus: 18. században épült a császár számára a Fő téren, 2013-tól a Habsburgok életét bemutató múzeum kapott itt helyet.
- Szent István-plébániatemplom: a 12. században említik először.
- Sauerhof: eredetileg rezidenciának épült épület, majd később hotel.
- Leesdorf kastély: a 12. században már említést tesznek itt egy épületről, ma iskola
- Weikersdorf kastély: középkori eredetű, ma reneszánsz kastélyszálló
- Zsinagóga: épült 1872–73-ban, 1938 nyarán belülről kifosztották, de az épület megmenekült, ma is őrzi eredeti funkcióját, mellette zenei és kulturális központ is lett.

### Már lebontott/megsemmisült épületek
- Central-Hotel
- Sanatorium Gutenbrunn
- Weilburg kastély: Habsburg–Lotaringiai Károly Lajos tescheni herceg 1820-ban kezdett a Weilburg kastély építésébe, amely 1823-ban készült el. A főherceg családjával együtt ideköltözött. 1916–1918 között Cs. és kir. Hadseregfőparancsnokság épülete, 1945-ben bombatalálat érte, majd 1964-ben elbontották megmaradt főhomlokzatát, ma már csak a főpárkány címere emlékeztet rá egykori helyén.

## Híres emberek

### Itt született
- Katharina Schratt (1853–1940) osztrák színésznő, Ferenc József császár szeretője
- Mavrák Béla (1966–) magyar tenor
- Max Reinhardt (1873-1943) osztrák-amerikai színész, színházi rendező
- Pazeller Jakab (1869–1957) zeneszerző, karmester

### Itt halt meg
- Beck János Nepomuk (1789–1833) orvos
- Carl Giskra (magyarosan Giskra Károly) (1820–1879) osztrák szabadelvű politikus, belügyminiszter
- Popper Dávid (1843–1913) gordonkaművész, zeneszerző, Popper Leó édesapja
- Eduard Mautner (1824–1889) osztrák író, műfordító
- Illésházy István (politikus), gróf (1762–1838) főúr, politikus, katonatiszt. A Napóleon elleni nemesi felkelés ezredese, majd örökös főispán, az 1800-as évektől a reformellenzékkel rokonszenvező politikus volt. 1830-tól a Magyar Tudós Társaság igazgató tagja. A nagybirtokos főúri Illésházy család utolsó sarja
- Josef Barco lovag (1797–1861) osztrák altábornagy
- Johann Schober (1874–1932) osztrák politikus, rendőrtiszt. Két ízben, 1921–1922-ben és 1929–1930-ban volt hazája kancellárja. Kiemelkedő szerepet játszott az Interpol létrehozásában
- Habsburg–Tescheni Mária Karolina Lujza főhercegnő (1825–1915) osztrák főhercegnő, Károly tescheni herceg legifjabb leánya, az ifjabb Rainer (Ferdinánd) főherceg felesége.
- Moritz Gottlieb Saphir (1795–1858) osztrák humorista, író, lapszerkesztő.
- Rökk Marika (1913–2004) színész-táncosnő, operettprimadonna
- Schey Fülöp (1798–1881) egy osztrák–magyar nemes, nagykereskedő, Kőszeg és a kőszegi szegények legnagyobb mecénása. Schey Fülöp elsőként kapott magyarországi zsidóként nemesi rangot az Osztrák–Magyar Monarchiában.
- Térey Gábor (1864–1927) bölcseleti doktor, művészettörténész, a Szépművészeti Múzeum egyik igazgatója
- Vázsonyi Vilmos (1868–1926) magyar ügyvéd, liberális-polgári demokrata politikus, miniszter

## Fordítás
- Ez a szócikk részben vagy egészben a Baden (Niederösterreich) című német Wikipédia-szócikk ezen változatának fordításán alapul.  Az eredeti cikk szerkesztőit annak laptörténete sorolja fel. Ez a jelzés csupán a megfogalmazás eredetét és a szerzői jogokat jelzi, nem szolgál a cikkben szereplő információk forrásmegjelöléseként.